# نیکلسون ۱۸۳۱
سیارک ۱۸۳۱ (به انگلیسی: 1831 Nicholson، نامگذاری:1968HC) هزار و هشتصد و سی و یکمین سیارک کشف شده‌است که در ۱۷ آوریل ۱۹۶۸ کشف شد.
قدر مطلق سیارک برابر ۱۲٫۸۰ است.